# Озёрное (Ленинградская область)
Озёрное (до 1948 — Люуккюля, фин. Lyykkylä) — упразднённый посёлок на территории Гончаровского сельского поселения Выборгского района Ленинградской области.

## Название
Согласно решению исполкома Кяхярского сельсовета от 16 января 1948 года, со ссылкой на постановление общего собрания рабочих и служащих совхоза «Кировский транспортник», деревня Люуккюля получила новое наименование — Озёрная.
Переименование было закреплено указом Президиума ВС РСФСР от 13 января 1949 года.

## История

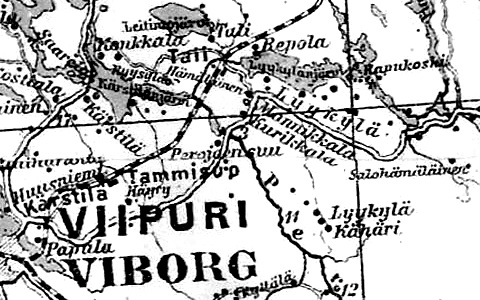
Деревня Люуккюля на финской карте 1923 года

В 1937 году в деревне проживало 355 жителей, основным занятием которых было сельское хозяйство. Земли деревни составляли 2420 га леса, 491 га пашни и 66 га лугов.
До 1939 года деревня Люуккюля входила в состав Выборгского сельского округа Выборгской губернии Финляндской республики.
С 1 января 1940 года по 31 октября 1944 года — в составе Карело-Финской ССР.
С 1 июля 1941 года по 31 мая 1944 года — финская оккупация. 
С 1 ноября 1944 года в составе Кяхярьского сельсовета Выборгского района.
С 1 октября 1944 года в составе Гончаровского сельсовета.
С 1 января 1948 года учитывается административными данными как деревня Озёрное.
С 1 июня 1954 года в составе Гвардейского сельсовета. 
В 1958 году население деревни составляло 106 человек.
Согласно административным данным 1966 и 1973 годов посёлок Озёрное входил в состав Гвардейского сельсовета.
Согласно картографическим данным 1975 года посёлок Озёрное, состоящий из трёх дворов, был перенесён на южный берег Смирновского озера.
На картах 1981 года посёлок Озёрное обозначен как нежилой.
По данным 1990 года посёлок Озёрное в составе Выборгского района не значился.

## География
Посёлок находился в центральной части района на автодороге 41К-084 (Зверево — Малиновка).
Расстояние до ближайшей железнодорожной платформы Пальцево — 4 км. 
К западу от посёлка находилось озеро Смирновское.